# ヘルムート・ザイブトメモリアル
ヘルムート・ザイブトメモリアル（英語: Hellmut Siebt Memorial）は、オーストリアで開催されるフィギュアスケートの国際競技会。1952年オスロオリンピックの銀メダリスト、ヘルムート・ザイブトの名前が冠されている。

## 概要
オーストリアスケート連盟が主催し、国際スケート連盟の規定に従い開催される。男女シングルのシニア、ジュニア、アドバンスドノービスとベーシックノービスクラスが行われる。2012年大会より国際スケート連盟のシーズンイベントカレンダーに掲載される予定だったが中止になり、2013年大会に初掲載された。

## 歴代メダリスト

### シニアクラス

#### 男子シングル
| 年     | 金                   | 銀                       | 銅                         |
| 2013年 | ペーター・リーベルス | パウル・フェンツ         | ヴァルター・ヴィルタネン   |
| 2014年 | マルティン・ラッペ   | マッテオ・リッツォ       | クリストファー・ベルネック |
| 2015年 | ミハル・ブジェジナ   | アレクサンデル・マヨロフ | ペトル・ツォウファル       |
| 2016年 | ミハイル・コリヤダ   | ミハル・ブジェジナ       | アレクサンダー・ビエルデ   |

#### 女子シングル
| 年     | 金                     | 銀                     | 銅                       |
| 2013年 | ヨシ・ヘルゲソン       | アニタ・マドセン       | カロル・ブレッサヌッティ |
| 2014年 | ロベルタ・ロデギエーロ | フランチェスカ・リオ   | ジャダ・ルッソ           |
| 2015年 | ダーシャ・ゲルム       | ロベルタ・ロデギエーロ | ロリーヌ・ルカヴァリエ   |
| 2016年 | ルトリシア・ボック     | トース・イヴェット     | ダーシャ・ゲルム         |

#### ペア
| 年     | 金                                                  | 銀                                                | 銅                                      |
| 2016年 | ヴァレンティナ・マルケイ and オンドレイ・ホタレック | アリサ・エフィモワ and アレクサンドル・コロヴィン | ユリア・シェチニン and ノア・シェーラー |

### ジュニアクラス

#### 男子シングル
| 年     | 金                         | 銀                     | 銅                   |
| 2013年 | オンドレイ・シュピーゲル   | ニッキー・オブレイコフ | サミュエル・コッペル |
| 2014年 | デニス・ヴァシリエフス     | アントン・カルプク     | ダニイル・ズラフ     |
| 2015年 | アドリエン・バンニステール | アントン・ケンプフ     | マルコ・ザンドロン   |
| 2016年 | ヨナサン・ヘス             | トーマス・ストール     | ダニエル・グラスル   |

#### 女子シングル
| 年     | 金                           | 銀                     | 銅                     |
| 2013年 | リュボーフィ・エフィメンコ   | Jennifer PARKER        | ヨセフィン・タイガード |
| 2014年 | リア・ヨハンナ・ダスティシュ | Deimante KIZALAITE     | Elzbieta KROPA         |
| 2015年 | リア・ヨハンナ・ダスティシュ | アンニ・ヤルヴェンパー | エミー・ペルトネン     |
| 2016年 | Elzbieta KROPA               | アニカ・ホッケ         | Jennifer SCHMIDT       |

### アドバンスドノービスクラス

#### 男子シングル
| 年     | 金                       | 銀                   | 銅                 |
| 2013年 | デニス・ヴァシリエフス   | マルティン・ビダジュ | ダニイル・ズラフ   |
| 2014年 | ルック・マイアーホファー | Kay JAGODA           | Radek JAKUBKA      |
| 2015年 | ダニエル・グラスル       | Gabriel FOLKESSON    | ニコライ・マヨロフ |
| 2016年 | Niclas RUST              | Florian PASCHKE      | Jegor EﾟLINGER     |

#### 女子シングル
| 年     | 金                           | 銀                     | 銅                                   |
| 2013年 | リア・ヨハンナ・ダスティシュ | アナ・ドゥシュコヴァー | Anita ÖSTERLUND                      |
| 2014年 | Elizabeth HARSH              | アニカ・ホッケ         | クリスティーナ・シュクレタ＝グロモワ |
| 2015年 | Alisa STOMAKHINA             | Lena KREITMEIER        | Petra LAAKKONEN                      |
| 2016年 | アレクサンドラ・フェイギン   | Marta SELLAROLI        | Dimitrova PRESIYANA                  |